# Стефан Животько
Стефан Животько (пол. Stefan Żywotko; 9 січня 1920, Знесіння, Львів, Польща — 10 лютого 2022) — польський футболіст та тренер, виступав на позиції флангового захисника та флангового півзахисника. Протягом 14 років тренував алжирський клуб «Кабілія».

## Клубна кар'єра
Футбольну кар'єру розпочав у команді з рідної місцевості «ЛКС Знесенчанка». Після початку Другої світової війни Животько приєднався до заснованого росіянами «Спартака» (Львів), де грав разом із Казімежем Гурським.
У 1944 році призваний до польської армії. Брав участь у І Іграх Відновлених та північних територій. У 1946 році після звільнення з військової служби зайнявся футболом та плаванням.
Після завершення війни грав у «Арконії» (Щецин), де закінчив кар'єру в 1950 році. Також виступав за львівський «Чарні», але роки виступів за команду невідомо.

## Кар'єра тренера
У 1956 році розпочав тренерську кар'єру в «Арконії». За 9 років роботи зі щецинським клубом виходив до вищого дивізіону Польщі, але також й понизився в класі, єдиний раз у своїй тренерській кар'єрі.
У 1965 році зайняв посаду тренера ще одного щецинського клубу — «Погонь». У першому сезоні роботи з такими гравцями, як Єжи Кжиштолик або Вальдемар Фольбрихт, вийшов до Першої ліги Польщі.
У 1970-1972 роках знову був тренером «Арконії», а потім успішно очолив «Варта» (Познань) (вихід у 2-гу лігу) та «Арку» (Гдиня) (вихід у першу лігу). Різниця в поглядах з президентом клубу змусила його залишити команду. Стефан Животько грюкнув дверима та вирішив спробувати отримати досвід роботи за кордоном.
Представники «Панатінаїкоса» запропонували Стефану роботу. Він звернувся до Польської футбольної асоціації щодо отримання дозволу на виїзд (за комуністичного режиму потрібно було отримати дозвіл на роботу за кордон). Йому було відмовлено під приводом, що йому «нарікають на роботу в країні, яка не була ні комуністичною, ні соціалістичною». Животько не здався, йому довелося працювати за межами Польщі. Його викликали до штаб-квартири своєї федерації, щоб запропонувати роботу в Алжирі в рамках обміну навичками між двома країнами. Він дав свою згоду, не знаючи, в якому клубі буде працювати.
У 1977-1991 роках тренував алжирську «Кабілію», з яким сім разів вигравав алжирський чемпіонат, одного разу виграв кубку Алжиру, двічі тріумфував в африканській Лізі чемпіонів та одного разу Суперкубку КАФ.

## Досягнення

### Як тренера
«Кабілія»
- Чемпіонат Алжиру
  -  Чемпіон (7): 1980, 1982, 1983, 1985, 1986, 1989, 1990

- Кубок Алжиру
  -  Володар (1): 1986

- Ліга чемпіонів КАФ
  -  Чемпіон (2): 1981, 1990

- Суперкубок КАФ
  -  Володар (1): 1982